# حميمق الجندب
حوام الجندب (الاسم العلمي: Butastur rufipennis)، نوع من الطيور الجارحة من فصيلة البازية. يوجد في منطقة ضيقة من أفريقيا جنوب الصحراء إلى الشمال من خط الاستواء.